# SS-Junker

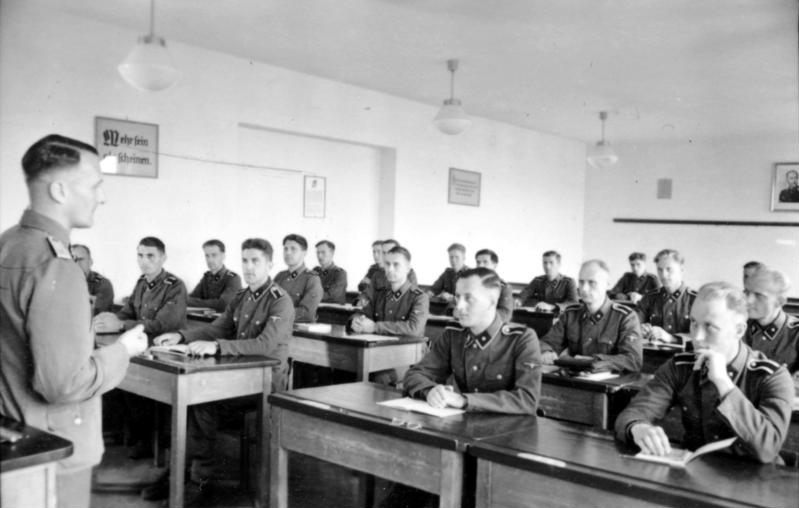
Officerskandidater vid SS-Junkerschule i Bad Tölz år 1942.

SS-Junker var en grad inom Schutzstaffel (SS) från 1933 till 1945 i Nazityskland. Graden gavs till dem som aspirerade på att bli officerare i SS:s väpnade gren, initialt benämnd SS-Verfügungstruppe (SS-VT), senare benämnd Waffen-SS.
Officerskandidaterna fick sin utbildning vid SS-Junkerschule i Bad Tölz. Utbildningen varade mellan 18 och 24 månader.
SS-Junker hade i sig fyra grader.
| Kragspeglar | Axelklaff | Kamouflage | Kamouflage | Benämning               | Benämning (Underofficerare) | Axelklaff |      |
| ----------- | --------- | ---------- | ---------- | ----------------------- | --------------------------- | --------- | ---- |
| Kragspeglar | Axelklaff | Summer     | Winter     | Benämning               | Benämning (Underofficerare) | Axelklaff |      |
|             |           |            |            | SS-Standartenoberjunker | SS-Hauptscharführer         |           | OR-7 |
|             |           |            |            | SS-Standartenjunker     | SS-Oberscharführer          |           | OR-6 |
|             |           |            |            | SS-Oberjunker           | SS-Scharführer              |           | OR-5 |
|             |           |            |            | SS-Junker               | SS-Unterscharführer         |           | OR-5 |